# Waldbüttelbrunn
Waldbüttelbrunn est une commune de Bavière (Allemagne), située dans l'arrondissement de Wurtzbourg, dans le district de Basse-Franconie.
La municipalité se compose de Waldbüttelbrunn elle-même et les villages Mädelhofen et Roßbrunn.
Waldbüttelbrunn est mentionnée pour la première fois en 748. La commune appartenait à la Principauté épiscopale de Wurtzbourg et de 1814 à la Bavière. En 1866, une des dernières batailles de la guerre austro-prussienne eut lieu près de Roßbrunn.